# 新井苑子
新井 苑子（あらい そのこ、1942–）は、日本のイラストレーター、画家。本名は小川 苑子（おがわ そのこ）。
東京イラストレーターズソサエティ、日本自然保護協会各会員。
長男の小川令は日本医科大学大学院教授。

## 経歴
1965年、女子美術大学芸術学部図案科グラフィックコース専攻卒業。1965年7月、日本デザインセンターイラストレーション部に入社。トヨタ自動車、伊勢丹デパートの広告を手がける。
1971年、フリーになる。本の装丁、エプロン、スリッパなどのデザインといった分野でも活躍する。
現代グラフィックアートセンターにポスター等約100点の作品が収蔵された。
武蔵野美術短期大学特別講師、女子美術大学非常勤講師を務めた。

## 受賞
出典:
- 1967 日宣美展入選
- 1975 電通部門賞＝武田薬品、伊勢丹、朝日広告賞部門賞＝西武デパート
- 1976 ワルシャワ国際ポスタービエンナーレ入選、雑誌広告賞金賞
- 1977 日本広告主協会優秀賞＝埼玉銀行

## 作品

### 著書
- 「イメージの旅」（グラフィック社、1982）
- 「花の森」（岩崎美術社、1989）
- 「イラストレーションの発想と表現」（美術出版社、1993）
- 「新井苑子」（ARTBOX、1996）
- 「フローラ美術館」（河出書房新社）
- 「ハーブ絵画館」（文園社）
- 「アーリーアメリカンクックブック」（中央公論社）
- 「SONOKO ARAI インスピレーションクリスタル」（アートボックスインターナショナル、2002）
- 「新井苑子のハーブのぬり絵」（文園社、2007）

### イラスト担当
- 『宿無しミウ』（久美沙織著）（1981年）
- 「オズの魔法使い」シリーズ14冊（早川書房）
- 「2001年度年賀葉書」
- 「資生堂ばら園」
- 文化誌「月刊清流」表紙画（1997～、清流出版）
- 学研『1年の学習』表紙画（1986年5月号～87年2月号）

### 記念切手作画
- 「九州・沖縄サミット」
- 「日本ユネスコ50周年」
- 「第12回世界精神医学会横浜大会」(2002)
- 「冬のグリーティング切手」(2005-2011)
- 「夏のグリーティング切手」(2006)
- 「ふるさと切手」（5種類、2006）
- 「関東花だより」(2007)
- 「春のグリーティング切手」(2010-2012)